# Isiala Mbano
Isiala Mbano è una delle ventisette aree a governo locale (local government areas) in cui è suddiviso lo stato di Imo, in Nigeria. Estesa su una superficie di 166 chilometri quadrati, conta una popolazione di 198.736 abitanti.